# 78383 Philmassey
78383 Philmassey este un asteroid din centura principală de asteroizi.

## Descriere
78383 Philmassey este un asteroid din centura principală de asteroizi. A fost descoperit pe 15 august 2002 la Stația Anderson Mesa în cadrul programului LONEOS. Asteroidul prezintă o orbită caracterizată de o semiaxă mare de 2,71 ua, o excentricitate de 0,06 și o înclinație de 5,2° în raport cu ecliptica.